# Hotel Transylvánie 3: Příšerózní dovolená
Hotel Transylvánie 3: Příšerózní dovolená je americký animovaný film. Jeho režisérem je Genndy Tartakovsky, který stál i za předchozími dvěma filmy série – Hotel Transylvánie (2012) a Hotel Transylvánie 2 (2015). Hlavní postavu hraběte Drákuly namluvil opět Adam Sandler. Další postavy namluvili například Andy Samberg, Selena Gomezová a Steve Buscemi. Řada dabérů se podílela i na předchozích dvou filmech.

## Děj
Příběh začíná v minulosti, kdy jsou příšery na cestě s Drákulou, a při tom je začne pronásledovat Abraham Van Helsing, který chce vyhubit všechny příšery.
V současnosti se v Hotelu Transylvánie připravuje svatba. Drákula má všeho nad hlavu a Mavis to tak vidí a vymyslí pro něj a všechna strašidla dovolenou na parníku. Ale v tu chvíli netuší, že kapitánka je pravnučka Abrahama Van Helsinga, který má v úmyslu získat ve ztraceném městě Atlanta věc, která probudí krakena, který zničí strašidla. Ale John využije svůj počítač a začne boj o záchranu příšer. Drákula se zamiluje do kapitánky a při tom zachrání pradědečka Abrahama Van Helsinga, který padá do hlubin.